# Привольное (Иркутская область)
Привольное — деревня в Нижнеудинском районе Иркутской области

## География
Деревня находится в 16 км от Шумского.

## Население
По данным Всероссийской переписи населения 2010 года население НП составило 140 человек

## Власть
Деревня в административном плане относится к Порогскому муниципальному образованию Нижнеудинского района
Иркутской области